# Rob Milton
Rob Milton (geboren als Martin Eekhof, Amsterdam, 19 juli 1899 - Arnhem, 8 maart 1970) was een Nederlands acteur. Aanvankelijk werkte hij als choreograaf en danser. In die hoedanigheid was hij ook directeur van de James Meijer Fils Instituten voor Moderne Dans en Lichamelijke Opvoeding.
Later trad hij op als regisseur en acteur in revues en operettes. Daarna speelde hij als acteur vooral in toneelstukken, maar na de komst van de Nederlandse televisie in 1951 werd hij een graag gezien televisieacteur. Milton speelde onder meer in series als Herrie om Harrie (1964), De Glazen Stad (1969) en Swiebertje. In de laatste serie vervulde hij de rol van huisknecht Jacobus van de barones. Milton was getrouwd met actrice Annie van de Vorstenbosch.
Milton was rond 1960 regelmatig te zien als Sinterklaas in diverse televisieprogramma's, maar niet bij de landelijke intocht.